# Opogona succulenta
Opogona succulenta är en fjärilsart som beskrevs av Edward Meyrick 1931. Opogona succulenta ingår i släktet Opogona och familjen äkta malar. Inga underarter finns listade i Catalogue of Life.